# African Championship of Nations 2014 (kwalificatie)
Deze pagina beschrijft welke 15 teams zich plaatsen voor de African Championship of Nations 2014 dat werd gehouden in Zuid-Afrika. Zuid-Afrika was als gastland automatisch gekwalificeerd.

## Deelnemende landen
| Zone          | Aantal plekken                 | Landen die meedoen | Landen die niet meedoen                              |
| ------------- | ------------------------------ | --- | ---------------------------------------------------- |
| Noord         | 2 plekken                      | - Libië - Marokko - Tunesië - Algerije                                                                                    | - Egypte                                             |
| West A        | 2 plekken                      | - Guinee - Liberia - Mali - Mauritanië - Senegal - Sierra Leone                                                           | - Gambia - Kaapverdië - Guinee-Bissau                |
| West B        | 3 plekken                      | - Benin - Burkina Faso - Ghana - Ivoorkust - Niger - Nigeria - Togo                                                       |                                                      |
| Centraal      | 3 plekken                      | - Kameroen - Centraal-Afrikaanse Republiek - Congo-Brazzaville - Congo-Kinshasa - Gabon                                   | - Tsjaad - Equatoriaal-Guinea - Sao Tomé en Principe |
| Oost-Centraal | 3 plekken                      | - Rwanda - Burundi - Ethiopië - Kenia - Soedan - Tanzania - Oeganda - Eritrea                                             | - Djibouti - Somalië - Zuid-Soedan                   |
| Zuid          | 3 plekken (inclusief gastland) | - Angola - Botswana - Comoren - Mauritius - Mozambique - Namibië - Zuid-Afrika (gastland) - Swaziland - Zambia - Zimbabwe | - Lesotho - Madagaskar - Malawi                      |
| Totaal        | 15 plekken + gastland          | 42 teams |                                                      |

## Noord zone
| Team 1   | Tot.     | Team 2  | 1e wedstr. | 2e wedstr. |
| -------- | -------- | ------- | ---------- | ---------- |
| Algerije | Walkover | Libië   | —          | —          |
| Tunesië  | 0–1      | Marokko | 0–1        | 0–0        |

|                           |         |                  |                |                                                                    |
| 6 juli 2013 20:00 (UTC+1) | Tunesië | 0 – 1            | Marokko        | Stade Olympique de Sousse, Sousse Scheidsrechter: Maguette N'Diaye |
| 6 juli 2013 20:00 (UTC+1) |         | Wedstrijdverslag | El Mobarky 89' | Stade Olympique de Sousse, Sousse Scheidsrechter: Maguette N'Diaye |

|                          |                  |       |         |                                                              |
| 13 juli 2013 22:30 (UTC) | Marokko          | 0 – 0 | Tunesië | Grand Stade de Tanger, Tanger Scheidsrechter: Tessema Weyesa |
| 13 juli 2013 22:30 (UTC) | Wedstrijdverslag |       |         | Grand Stade de Tanger, Tanger Scheidsrechter: Tessema Weyesa |

## Zone West A

### Voorronde
| Team 1  | Tot. | Team 2       | 1e wedstr. | 2e wedstr. |
| ------- | ---- | ------------ | ---------- | ---------- |
| Liberia | 1–3  | Mauritanië   | 0–1        | 1–2        |
| Guinee  | 1–1  | Sierra Leone | 0–0        | 1–1        |

|                 |         |       |            |                       |
| 2 december 2012 | Liberia | 0 – 1 | Mauritanië | Scheidsrechter: Sinko |
| 2 december 2012 |         |       |            | Scheidsrechter: Sinko |

|                  |            |       |         |                         |
| 15 december 2012 | Mauritanië | 2 – 1 | Liberia | Scheidsrechter: Djaoupe |
| 15 december 2012 |            |       |         | Scheidsrechter: Djaoupe |

|                 |        |       |              |                                   |
| 2 december 2012 | Guinee | 0 – 0 | Sierra Leone | Scheidsrechter: Boukari Ouedraogo |
| 2 december 2012 |        |       |              | Scheidsrechter: Boukari Ouedraogo |

|                  |              |       |        |                       |
| 15 december 2012 | Sierra Leone | 1 – 1 | Guinee | Scheidsrechter: Gueye |
| 15 december 2012 |              |       |        | Scheidsrechter: Gueye |

### Eerste ronde
| Team 1  | Tot. | Team 2     | 1e wedstr. | 2e wedstr. |
| ------- | ---- | ---------- | ---------- | ---------- |
| Senegal | 1–2  | Mauritanië | 1–0        | 0–2        |
| Mali    | 3–2  | Guinee     | 3–1        | 0–1        |

## Zone West B

### Voorronde
| Team 1       | Tot. | Team 2 | 1e wedstr. | 2e wedstr. |
| ------------ | ---- | ------ | ---------- | ---------- |
| Burkina Faso | 3–1  | Togo   | 2–1        | 1–1        |

### Eerste ronde
| Team 1  | Tot.         | Team 2       | 1e wedstr. | 2e wedstr.   |
| ------- | ------------ | ------------ | ---------- | ------------ |
| Benin   | Walkover     | Ghana        | —          | —            |
| Nigeria | 4–3          | Ivoorkust    | 4–1        | 0–2          |
| Niger   | 1–1 (5–6 np) | Burkina Faso | 1–0        | 0–1 (5–6 np) |

## Centraal Zone

### Voorronde
| Team 1                        | Tot. | Team 2            | 1e wedstr. | 2e wedstr. |
| ----------------------------- | ---- | ----------------- | ---------- | ---------- |
| Centraal-Afrikaanse Republiek | w/o  | Congo-Brazzaville | w/o        | w/o        |

### Eerste ronde
| Team 1         | Tot.         | Team 2            | 1e wedstr. | 2e wedstr.   |
| -------------- | ------------ | ----------------- | ---------- | ------------ |
| Kameroen       | 1–1 (6–7 np) | Gabon             | 1–0        | 0–1 (6–7 np) |
| Congo-Kinshasa | 2–2          | Congo-Brazzaville | 2–1        | 0–1          |

### Tweede ronde
| Team 1   | Tot. | Team 2         | 1e wedstr. | 2e wedstr. |
| -------- | ---- | -------------- | ---------- | ---------- |
| Kameroen | 1–2  | Congo-Kinshasa | 0–1        | 1–1        |

## Centraal-Oost

### Voorronde
| Team 1  | Tot. | Team 2   | 1e wedstr. | 2e wedstr. |
| ------- | ---- | -------- | ---------- | ---------- |
| Burundi | 1–0  | Kenia    | 1–0        | 0–0        |
| Eritrea | 0–6  | Ethiopië | 0–3 (w/o)  | 0–3 (w/o)  |

### Eerste ronde
| Team 1   | Tot.         | Team 2  | 1e wedstr. | 2e wedstr. |
| -------- | ------------ | ------- | ---------- | ---------- |
| Burundi  | 2–2 (4–3 np) | Soedan  | 1–1        | 1–1        |
| Ethiopië | 1–1 (6–5 np) | Rwanda  | 1–0        | 0–1        |
| Tanzania | 1–4          | Oeganda | 0–1        | 1–3        |

## Zuid Zone

### Voorronde
| Team 1    | Tot. | Team 2  | 1e wedstr. | 2e wedstr. |
| --------- | ---- | ------- | ---------- | ---------- |
| Mauritius | 2–0  | Comoren | 2–0        | 0–0        |

### Eerste ronde
| Team 1     | Tot.         | Team 2   | 1e wedstr. | 2e wedstr. |
| ---------- | ------------ | -------- | ---------- | ---------- |
| Mauritius  | 1–4          | Zimbabwe | 0–3        | 1–1        |
| Swaziland  | 0–2          | Angola   | 0–1        | 0–1        |
| Botswana   | 1–3          | Zambia   | 1–1        | 0–2        |
| Mozambique | 3–3 (5–4 np) | Namibië  | 3–0        | 0–3        |

### Tweede ronde
| Team 1     | Tot.    | Team 2 | 1e wedstr. | 2e wedstr. |
| ---------- | ------- | ------ | ---------- | ---------- |
| Zimbabwe   | 1–0     | Zambia | 0–0        | 1–0        |
| Mozambique | 1–1 (u) | Angola | 0–0        | 1–1        |